# Stephanie Mawuli
Stephanie Mawuli (馬瓜ステファニー, Mauri Sutefani, nacida el 25 de noviembre de 1998 en Toyohashi, Prefectura de Aichi) es una jugadora de baloncesto japonesa del Casademont Zaragoza de la Liga Femenina de Baloncesto de España.
Anteriormente, jugó para los Toyota Antelopes de la Liga Femenina de Baloncesto de Japón. También juega para el equipo nacional femenino de 3x3 de Japón. La joven Mawuli llevó al equipo nacional sub-23 de 3x3 al campeonato mundial en 2019. Se convirtió en la primera jugadora en ganar medallas de 5x5 y 3x3 en los Juegos Asiáticos de 2018.

## Trayectoria
El 21 de marzo de 2023, Mawuli firmó un contrato de training camp con las New York Liberty de la WNBA,  al cual renunciaron el 11 de mayo de 2024.
El 19 de junio de 2023 se anunció su fichaje por el Movistar Estudiantes de la Liga Femenina española,  en la que sería su primera experiencia internacional. Además, jugó también en la Eurocup femenina. Al final de la temporada, se anunció que no seguiría en el equipo para la  próxima temporada. 
El 22 de mayo de 2024 fichó por el Casademont Zaragoza para la temporada 2024-2025. 

## Personal
Jugó con su hermana Evelyn Mawuli con los Toyota Antelopes. Sus padres nacieron en Ghana pero emigraron a Japón. Stephanie nació en Toyohashi, Aichi. Se naturalizó junto con toda su familia para convertirse en ciudadana japonesa, con el fin de representar a Japón en torneos internacionales.